# Arundinella
Arundinella  Raddi é um género botânico pertencente à família Poaceae, subfamília Panicoideae, tribo Arundinelleae.
O gênero conta com aproximadamente 130 espécies. Ocorrem na África, Ásia, Australásia, América do Norte e América do Sul.

## Sinônimos
| - Acratherum Link - Brandtia Kunth - Calamochloe Rchb. - Chalynochlamys Franch. (SUI) | - Goldbachia Trin. (SUH) - Riedelia Kunth (SUI) - Thysanachne C.Presl |

## Principais espécies
- Arundinella ciliata Nees
- Arundinella cochinchinensis Keng
- Arundinella flammida Trin.
- Arundinella furva Chase
- Arundinella nudicaulis Keng
- Arundinella pubescens Merr. & Hack.
- «PPP-Index Lista de espécies»